# Tokarnia (gmina)
Tokarnia est une gmina rurale du powiat de Myślenice, Petite-Pologne, dans le sud de la Pologne. Son siège est le village de Tokarnia, qui se situe environ 12 km au sud de Myślenice et 37 km au sud de la capitale régionale Cracovie.
La gmina couvre une superficie de 68,85 km2 pour une population de 8 072 habitants.

## Géographie
La gmina inclut les villages de Bogdanówka, Krzczonów, Skomielna Czarna, Tokarnia, Więciórka et Zawadka.
La gmina borde les gminy de Budzów, Jordanów, Lubień, Maków Podhalański et Pcim.